# Henryk Dykty
Henryk Dykty (ur. 15 maja 1956 w Wydmusach) – polski polityk, urzędnik państwowy, poseł na Sejm III kadencji.

## Życiorys
Ukończył w 1989 studia z zakresu administracji na Wydziale Prawa i Administracji Uniwersytetu Warszawskiego. W latach 1990–1997 był dyrektorem Urzędu Wojewódzkiego w województwie ostrołęckim oraz dyrektorem Wydziału Rozwoju Gospodarczego i Przekształceń Własnościowych w tym urzędzie. W latach 1995–1997 wchodził w skład komisji ds. przemysłu i rozwoju małej i średniej przedsiębiorczości  w ramach polsko-rosyjskiej rady ds. współpracy regionów Rzeczypospolitej Polskiej z Obwodem Kaliningradzkim. Pełnił funkcję pełnomocnika wojewody ds. likwidacji majątku po PZPR.
W latach 1990–1995 był przewodniczącym rady wojewódzkiej Komitetów Obywatelskich. W 1990 uzyskał mandat radnego rady miejskiej w Ostrołęce z listy KO. Był kandydatem Porozumienia Obywatelskiego Centrum na senatora w wyborach parlamentarnych w 1991. Dwa lata później również bezskutecznie startował z ramienia Komitetów Obywatelskich, pełniąc funkcję sekretarza generalnego Krajowej Konferencji KO (1992–1993).
Od 1997 do 2001 sprawował mandat posła na Sejm III kadencji z ramienia Akcji Wyborczej Solidarność jako przedstawiciel Stowarzyszenia Rodzin Katolickich. Był członkiem m.in. Komisji Administracji i Spraw Wewnętrznych. W 2001 bezskutecznie ubiegał się o reelekcję, w 2005 bez powodzenia kandydował do Senatu z ramienia Ruchu Patriotycznego.
Zasiada we władzach Polskiej Federacji Stowarzyszeń Rodzin Katolickich i Związku Kurpiów, należy do Ostrołęckiego Towarzystwa Naukowego. Był także prezesem zarządu wojewódzkiego Polskiego Komitetu Pomocy Społecznej w Ostrołęce w latach 1992–1993 i prezesem Stowarzyszenia Rodzin Katolickich Diecezji Łomżyńskiej w latach 1997–2003.
W 2002 zatrudniony w Najwyższej Izbie Kontroli.